# Stefanie Golisch
Stefanie Golisch (Detmold, 29 juli 1961) is een in Italië wonend Duits schrijfster, literatuurwetenschapper en vertaalster.

## Levensloop
Stefanie Golisch studeerde van 1981 tot 1986 germanistiek in de Duitse steden Bonn en Hannover. Ze promoveerde op Uwe Johnsons Jahrestage.
In 1987 verhuisde ze naar Italië, waar ze actief was als lerares Duits, letterkundige en vertaalster. Sinds 1991 werkt ze zelfstandig als literatuurwetenschapper, vertaalster en schrijfster. In de periode 1995 tot 2003 had ze een leeropdracht aan de universiteit van Bergamo (Italië).
Golisch woont in het Italiaanse Monza, is gehuwd en heeft een dochter.

## Literaire activiteit
Golisch publiceerde essays en recensies in tal van literaire bladen, o.m. in Macondo, Muschelhaufen, Die Brücke, Ostragehege en Neue Rundschau.
Sinds 2007 is ze redactrice van de Italiaanse literatuurblog La poesia e lo spirito.
Door middel van biografieën en vertalingen met als thema Neue Texte aus Italien liet ze het Duitstalig publiek kennismaken met auteurs als o.a. Salvatore Satta, Guido Oldani, Gëzim Hajdari en Antonia Pozzi.
De auteurs Uwe Johnson en Ingeborg Bachmann vormen het zwaartepunt van haar literatuurwetenschappelijk werk. In haar Bachmann-interpretaties staan met name de maatschappijkritische, cultuurhistorische en literatuurtheoretische aspecten voorop. In boeken en tal van vakartikelen probeert ze het beeld van Bachmann als tijdkritisch auteur resp. geëngageerd feministe op te helderen.
Talrijker echter zijn haar publicaties over Uwe Johnson, waarin ze de grote thematische verscheidenheid van zijn romans laat zien. (Bijvoorbeeld de geheugenthematiek inzake de twee opgesplitste Duitse staten, die overigens geen van beide een thuisland voor hem waren.
Golisch’ prozadebuut Vermeers Blau, dat over levensleugen, illusie en teleurgestelde verwachtingen gaat, werd in den beginne nog kritisch ontvangen: “na veelvuldig hoofdschuddend lezen werd er ten slotte toch instemmend geknikt”. Haar in 2006 verschenen verhaal Pyrmont echter, dat de problematiek en acceptatie van het ouder worden behandelt, oogstte erkenning alom.
Gerd Willée vond “de diep reflecterende tekening van hetgeen er zich aan het begin van de overgang in de vrouw afspeelt” spannend op papier gebracht, en Vera Hesse in de Jahresschrift für Literatur und Grafik vond: “Golisch’ formuleringen raken stuk voor stuk de juiste plek. Ook de zere; ze zijn dermate komiek dat ik alleen al het pension Hyazinth - waar de heldin uit het verhaal woont - niet meer zal kunnen vergeten”.
De Deister- und Weserzeitung ten slotte oordeelde dat het “niet alleen een boek voor betrokkenen was, die zich vermoedelijk moeiteloos zouden kunnen herkennen”, maar ook andere lezers zouden er “zowel leesplezier aan ontlenen, alsook ervaringen opdoen en (zich) bevestigd weten.”

## Onderscheidingen
- 1997: Beurs van de “Deutsch-Italienischen Akademie” in Meran
- 2001: Literatuurprijs van de Hamburgse Lions Club
- 2002: Würth-Literatur-Preis

### Werken
- Ingeborg Bachmann: Eine Einführung. Panorama, Wiesbaden 2007, ISBN 978-3-926642-70-7.
- Pyrmont. Verhaal. Uitgave Thaleia St. Ingbert 2006, ISBN 3-924944-79-2.
- Vermeers Blau. Verhaal. Uitgave Sisyphos, Keulen 1997, ISBN 3-928637-19-3.
- Ingeborg Bachmann zur Einführung. Junius, Hamburg 1997, ISBN 3-88506-941-5.
- Uwe Johnson zur Einführung. Junius, Hamburg 1994, ISBN 3-88506-898-2.
- Geschichte, Utopie, Ästhetik. Onderzoek naar Uwe Johnsons “Jahrestage”. Hannover 1991.
- Luoghi incerti, Cosmo Iannone Editore, Isernia 2010.

### Vertalingen
- Charles Wright: Worte sind die Verringerung aller Dinge. Uit het Amerikaans. Tweetalig. Editie Erata, Leipzig 2007, ISBN 978-3-86660-033-1.
- Antonia Pozzi: Worte. Duits/Italiaans. Tartin-editie, Salzburg/Parijs 2005, ISBN 3-902163-23-2.
- Gëzim Hajdari: Mondkrank. Uit het Italiaans. Nawoord van Stefanie Golisch: Ich suche ein unschuldiges Land. Pop Verlag, Ludwigsburg 2008, ISBN 978-3-937139-55-5.
- Selma Meerbaum Eisinger: Non ho avuto il tempo di finire. Uitgegeven en vertaald door Adelmina Albini en Stefanie Golisch, Mimesis Editore, Milaan 2010

## Citaat
“Wat een ellende."
Dit onbeschrijfelijks, dat zich –zonder dat je je heugt wanneer het begon – in je hart heeft vastgevreten, deze doffe pijn, als je haar pakt waar het net zeer doet, is zij er alweer vandoor, je krijgt haar gewoonweg niet te pakken, je krijgt haar niet zover dat ze zich eindelijk aan je openbaart. Ze neemt je in het ootje, houdt je voor de gek, ze maakt je tot nar, nar van je pijn, nar van jezelf.”

## Secundaire literatuur
- Vera Hesse: Ideal für allein stehende Damen wie Sie. In: Muschelhaufen, Jahresschrift für Literatur und Grafik, deel 37/48. 2007, ISSN 0085-3593.
- Rolf Löchel: Sphärenklänge. In: Die Saite des Schweigens. Ingeborg Bachmann und die Musik. Editie Steinbauer, Wenen 2006, ISBN 3-902494-12-3.
- Richard Peter Schlicht: Pyrmont. In: Deister- und Weserzeitung dd. 28 oktober 2006.
- Ursula Töller: Stefanie Golisch. Ingeborg Bachmann zur Einführung. In: Zeitschrift für Deutsche Philologie. 117 (1998). H. 2 en 3. Berlijn, blz. 311-314, ISSN 0044-2496.